# Ameriški Črnogorci
Ameriški Črnogorci so Američani, ki so črnogorskega porekla. Termin vključuje vse ljudi, ki so povezani z Združenimi državami Amerike in trdijo, da imajo črnogorsko poreklo ter tudi osebe, ki so bile rojene v državi, naturalizirane državljane, osebe z dvojnim državljanstvom. Število črnogorskih Američanov v ZDA ni znano, saj se črnogorska skupnost v popisih prebivalstva Združenih držav Amerike ni razlikovala od tesno povezanih srbsko-ameriških in jugoslovanskih ameriških skupin; zato se bodo črnogorski Američani verjetno identificirali s temi skupinami.   